# Telefonia pubblica

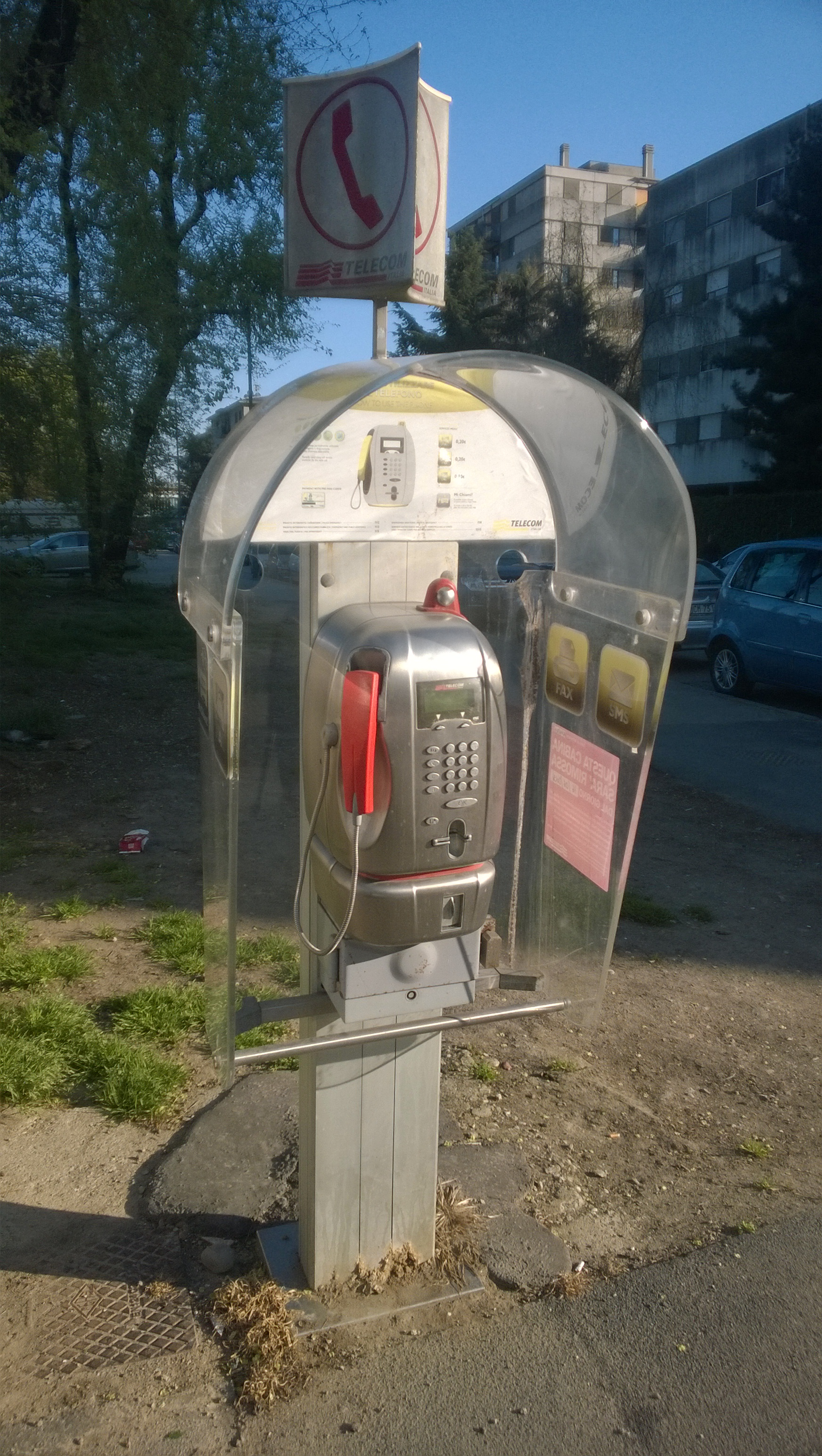
Un telefono pubblico Telecom Italia a Milano

La telefonia pubblica è una tipologia di accesso dell'utente finale alla rete telefonica generale.
Nella telefonia pubblica l'accesso alla rete telefonica e l'apparecchio telefonico utilizzati dall'utente finale sono di proprietà del gestore della rete telefonica e non riservati ad uno specifico utente finale ma a disposizione in luoghi pubblici (bar, ristoranti, stazioni ferroviarie, strade, piazze, ecc.) di chiunque voglia farne uso. L'accesso alla rete telefonica è realizzato attraverso un collegamento cablato, la telefonia pubblica serve infatti solo punti geografici fissi in modo del tutto simile alla telefonia fissa.
La telefonia pubblica si contrappone a quella fissa e a quella mobile che sono invece entrambe una tipologia di accesso privato ad una rete telefonica, cioè l'accesso alla rete telefonica è di proprietà dell'utente finale oppure è ad esso riservato dal proprietario dell'accesso o, eventualmente, da chi ha in gestione l'accesso.
In passato la telefonia pubblica era fortemente diffusa in quanto permetteva di accedere alla rete telefonica generale lontano dalla propria abitazione o dal luogo di lavoro, i luoghi serviti dalla telefonia fissa. Oggi la diffusione della telefonia pubblica è stata drasticamente ridotta dall'ampia diffusione della telefonia cellulare in quanto in grado di soddisfare anch'essa tale necessità.

## Dispositivi
Nelle cabine telefoniche vi è sempre un telefono pubblico, il quale oltre alla sua principale funzione, può avere anche servizi accessori quali l'invio di messaggi di posta elettronica, di fax, o di SMS.
Le cabine sono generalmente dislocate in luoghi quali piazze, centri commerciali o comunque luoghi di aggregazione, e i telefoni ivi contenuti non sono destinati ad un uso in mobilità, sono infatti connessi alla rete telefonica attraverso cavi di rete fissa.

## Modalità di pagamento
In passato per pagare i servizi telefonici di telefonia pubblica si usava il gettone telefonico. Oggi è stato sostituito dalle normali monete in metallo e dalle schede telefoniche. Una caratteristica importante nella gestione dei mezzi di pagamento consiste nell'evitare le frodi, ciò nell'interesse del gestore telefonico. Le frodi si possono distinguere in due categorie: l'utilizzo di monete false e il tentativo di recupero delle monete vere dopo aver effettuato la conversazione. Per quanto riguarda il primo caso i costruttori hanno sviluppato dei dispositivi molto sofisticati che sono in grado di riconoscere attraverso le caratteristiche fisiche delle monete (spessore, diametro, tipo di materiale, etc..), se esse sono vere o false. Per quanto riguarda il secondo caso, all'interno del telefono sono disposti tutta una serie di sensori che controllano il percorso della moneta. Il microprocessore del telefono riceve i segnali ed è in grado di determinare se la moneta esegue il percorso corretto o no. In quest'ultimo caso deduce che è in corso una frode e mette fuori servizio il telefono, inviando un allarme alla centrale di controllo. Ovviamente occorre anche proteggere l'incasso, utilizzando contenitori antieffrazione.